# Phyllodiscus semoni
Phyllodiscus semoni is een zeeanemonensoort uit de familie Aliciidae.
Phyllodiscus semoni is voor het eerst wetenschappelijk beschreven door Kwietniewski in 1897.